# 클링온어

클링온어(tlhIngan Hol, 영어: Klingon Language; Klingonese)은 미국 드라마 시리즈《스타 트렉》에 등장하는 클링온 족이 쓰는 언어이다. 미국 언어학자인 마크 오크랜드가 외계인 언어의 느낌을 살리기 위해 만든 인공어이다. 가공의 언어이지만, 실제로 사용이 가능한 언어이기도 하다.
미국 펜실베이니아주에는 클링온어 협회가 있어서 새 낱말이나 표현들을 지속적으로 추가하고 있다. 또한 스타트랙의 팬 가운데는 성경이나 유럽 고전을 클링온으로 번역하거나 자기 자녀에게 클링온을 가르쳐 원어민으로 만든 사례도 있다.
클링온어에 쓰이는 별도의 문자가 있으나, 인터넷에서 입력하기 힘들기 때문에, 라틴 알파벳의 대문자와 소문자에 각기 다른 소리값을 주어 표기하는 클링온어 로마자 표기법을 흔히 쓴다. 이 표기법 상에서
소문자 i, h와 알파벳 c, k 등은 쓰이지 않는다. 어휘는 스타트렉 세계관을 중심으로 짜여졌기 때문에 전투, 무기류와 관련된 어휘나 표현은 풍부하지만, 일상어휘는 적다. 언어유형론에 따른 갈래는 교착어이며, 어순은 OVS이다.
세계 최대 언어 학습 앱인 듀오링고에서는 클링온어 학습을 지원한다. 물론 베타 단계지만 그로 인해 전 세계 30만명 정도가 듀오링고로 클링온어를 학습 중이다. 영어를 할 줄 아는 사람만 학습 가능하다.
또한, 시중에 클링온어 사전도 판매하고 있어 학습을 원하는 사람들에게 큰 도움이 된다. 물론 이 사전도 읽기 위해서는 영어 실력이 있어야 한다.

## 익살스런 낱말
클링온어 낱말 가운데는 숨은 유래가 있는 것이 있는데, 짝(pair)을 뜻하는 낱말인 chang'eng은 유명한 샴 쌍둥이인 창과 앵 형제의 이름에서 따온 것이다. 또, 물고기 이름은 고티( ghotI')라고 하는데, 이것은 영어 철자법의 불규칙성을 비꼬는 ghoti에서 온 것이다.

## 음운론

### 자음
|        |        | 순음   | 치경음 | 치경음 | 후치경음 | 연구개음 | 구개수음 | 성문음 |
|        | 설측   | 순음   |        |        | 후치경음 |          | 구개수음 | 성문음 |
| ------ | ------ | ------ | ------ | ------ | -------- | -------- | -------- | ------ |
| 파열음 | 무성음 | p /pʰ/ | t /tʰ/ |        |          |          | q        | ʼ /ʔ/  |
| 파열음 | 유성음 | b      | D      |        |          |          |          |        |
| 파찰음 | 무성음 |        |        | tlh    | ch       |          | Q        |        |
| 파찰음 | 유성음 |        |        |        | j        |          |          |        |
| 마찰음 | 무성음 |        | S      |        |          | H        |          |        |
| 마찰음 | 유성음 | v      |        |        |          | gh       |          |        |
| 비음   | 비음   | m      | n      |        |          | ng       |          |        |
| 전동음 | 전동음 |        | r      |        |          |          |          |        |
| 접근음 | 접근음 | w      | r      | l      | y        |          |          |        |

### 모음
a /ɑ/ 후설 비원순 저모음
e /ɛ/ 전설 비원순 중저모음
I /ɪ/ 근전설 비원순 근고모음
o /o/ 후설 원순 중고모음
u /u/ 후설 원순 고모음

## 같이 보기
- 발리리아어
- 듀오링고
- 에스페란토